# Лю Сунфань
Лю Сунфа́нь (кит. трад. 劉松藩, упр. 刘松藩, пиньинь Liú Sōngfán, 3 декабря 1931 — 18 ноября 2016) — тайваньский государственный деятель, председатель Законодательного Юаня Китайской Республики (1992—1999).

## Биография
Родился в семье генерального директора Сельскохозяйственной ассоциации города Дацзя Лю Юньтэна, которого он впоследствии сменил на этом посту. 
В 1973—2004 гг. — депутат Законодательного Юаня Китайской Республики от партии «Гоминьдан».
В 1987 г. основал комитет по укреплению взаимоотношений между Тайванем и Соединенными Штатами. В его число входили члены Конгресса США и Законодательного юаня Китайской Республики.
В 1990—1991 гг. — заместитель председателя, в 1992—1999 годах — председатель Законодательного юаня Китайской Республики. Стал первым коренным жителем Тайваня, который возглавил законодательный орган страны. Он также был первым, кто возглавил парламент, полностью избранный жителями района Тайваня, так как пожилые представители материка вышли на пенсию в конце 1991 года. В 1998 г. он был обвинен в том, что он использовал свой статус бывшего председателя Taichung Business Bank, чтобы получить кредит в размере 1,5 млрд, а взамен он получил взятку от Kuangsan Group в размере 150 млн. NT. Во время последующего расследования его дом Лю подвергся обыску.
В 1999 г. вышел из Гоминьдана, в 2000 г. присоединился к независимой президентской кампании Джеймса Сонга. После проигрыша он был назначен руководителем Новой тайваньской сервисной команды (New Taiwanese Service Team), исследовательского комитета, который предшествовал формированию Первой Народной партии. Также возглавлял делегацию Тайваня на переговорах с КНР и выступал за то, чтобы страна получила членство во Всемирной организации здравоохранения.
В июле 2003 г. районный суд Тайчжуна осудил Лю за его роль в скандале с Kuangsan Group, приговорив его к пяти годам тюремного заключения и штрафу в размере 30 миллионов NT. Последняя апелляция политика была рассмотрена Высоким судом Тайваня в сентябре 2004 г., который приговорил его к четырем годам лишения свободы и штрафу в размере 30 млн. NT. После оглашения вердикта он прекратил свои полномочия в Законодательном юане, одновременно он пережил острый сердечный приступ, на основании чего не вернулся из Соединенных Штатов, где находился на тот момент. В феврале 2007 г. он был объявлен в розыск. В начале 2010-х гг., по сообщениям СМИ, он бежал в Китай. Позже он вернулся в Соединенные Штаты, где и скончался в Лос-Анджелесе.